# نوکیا ان۸۰۰
نوکیا ان۸۰۰ یک‌نمونه از گوشی‌های تلفن همراه سری متفرقه شرکت نوکیا می‌باشد که توسط همین شرکت به بازار عرضه شده‌است.